# うっかり博士の大発明 フラバァ
『うっかり博士の大発明 フラバァ』（原題：The Absent-Minded Professor）は、1961年に公開されたウォルト・ディズニー・プロダクション製作のアメリカ映画。ソフト化の際に『フラバー うっかり博士の大発明』に改題され、映像もカラーライズされた。1997年に『フラバー』としてリメイクされた。
本作の主役ネッド・ブレイナード教授のモデルは、プリンストン大学の教授でDr.Boomと呼ばれていたヒューバート・アリア (Hubert Alyea) である。

## ストーリー
メドフィールド工科大学で化学の教授を務めているネッド･ブレイナード教授は、実験に没頭すると他の事を忘れてしまうため、自身の結婚式を二度もすっぽかしていた。彼の婚約者のベッツィは、三度目の正直を信じて式を楽しみにするが、式当日ブレイナード教授は弾力性の物体『フラバー』を発明し、式のことをすっかり忘れていた。彼は急いでベッツィのもとに向かうが、三度も裏切られたベッツィは関係を終わりにしたいと言い出す。しかし、関係を終わりにしたいと言い出しても、満足する答えは得る事はできなかった。一方で、大学が受けていた融資の返済期限が過ぎており、融資をしていたオールド・ラング・ザイン・ファイナンス社の社長で大学OBのアロンゾ・P・ホークは大学を潰し住宅地にしようと目論んでいた。そのアロンゾが、息子のビフをブレイナード教授が落第させたことに対して抗議しに来たが、口論となる。
そんな中、ブレイナード教授は所有するT型フォードに発明したフラバーを取り付け、空を飛ぶことに成功する。それを見ていたアロンゾは取引を持ちかけてきたが、教授は拒否し大統領にフラバーについて報告することにした。アロンゾは空飛ぶT型フォードを自分のものにするため、教授のT型フォードを別のT型フォードとすり替える。

## キャスト
| 役名                       | 俳優                             | 日本語吹き替え |
| -------------------------- | -------------------------------- | -------------- |
| ネッド・ブレイナード教授   | フレッド・マクマレイ             | 羽佐間道夫     |
| ベッツィ・カーライル       | ナンシー・オルソン               | 高島雅羅       |
| アロンゾ・P・ホーク        | キーナン・ウィン                 | 藤本譲         |
| ビフ・ホーク               | トミー・カーク                   | 松本保典       |
| ルーファス・ダガット学長   | レオン・エイムズ                 | 村松康雄       |
| シェルビー・アシュトン教授 | エリオット・リード               | 江原正士       |
| 国防長官                   | エドワード・アンドリュース       | 加藤正之       |
| シンガー空軍将軍           | デヴィッド・ルイス               | 塚田正昭       |
| 空軍大尉                   | ジャック・ムラニー               |                |
| チャッツワース夫人         | ベル・モントローズ               | 鈴木れい子     |
| エルキンズコーチ           | ウォリー・ブラウン               | 田口昂         |
| レニー                     | ドン・ロス                       | 小室正幸       |
| ハンソン巡査               | ジェームズ・ウェスターフィールド |                |
| 審判                       | アラン・カーニー                 | 茶風林         |
| シグ                       | チャーリー･ブリッグス            | 辻親八         |
| ホチキス将軍               | アラン・ヘウィト                 | 池田勝         |
| オルムステッド海軍大将     | レイモンド・ベイリー             |                |
| 消防署長                   | エド・ウィン                     | 田口昂         |

その他：大山高男、伊井篤史、嶋俊介、小関一、星野充昭、梁田清之、種田文子

## スタッフ
- 監督：ロバート・スティーヴンソン
- 製作・脚本：ビル・ウォルシュ
- 原案：サミュエル・W・テイラー
- 撮影：エドワード・コールマン
- 音楽：ジョージ・ブランズ
- 編集：コットン・ウォーバートン
- 特殊効果：ピーター・エレンショウ、ユースタス・ライセット、ロバート・A・マッティ、ジョシュア・メドール

日本語版スタッフ
吹替版
- 演出：伊達康将
- 翻訳：駄場尚子
- 録音・調整：オムニバス・ジャパン
- 録音制作：東北新社
- 日本語版制作：DISNEY CHARACTER VOICES INTERNATIONAL, INC.

## ノミネート
第34回アカデミー賞
- 撮影賞 - エドワード・コールマン
- 美術賞 - キャロル・クラーク、エミール・クーリ、ハル・ガスマン
- 視覚効果賞 - ロバート・A・マッティ、ユースタス・ライセット